# CLASSICS
『CLASSICS』（クラシックス）は宝野アリカと片倉三起也による日本の音楽ユニット、ALI PROJECTのアルバム。Alipro Mania以来の2枚目のミニアルバム。こちらもAlipro Mania同様「ZAZOU Records」からのみのリリースである。前作である、Aristocracyから3ヵ月後という比較的早いリリース。Alipro Maniaと違い、「ZAZOU Records」の通信販売で入手可能な時期が続いていたが、ZAZOU Recordsの活動終了と共に一旦は入手不可能となっていた。しかし、2008年に新オフィシャルファンクラブの「勇侠会」が発足し、ファンクラブ会員限定で再び入手可能となった。

## 収録曲
1. 妄想水族館
  - その名の通り、水族館を髣髴とさせる歌詞となっている。赤江瀑の本に影響されていると語っている。可愛らしいメロディーとは裏腹にどこか不気味な歌詞が印象的な楽曲である。
2. 宵待草
  - 竹久夢二と多忠亮による作詞作曲。詳細については宵待草を参照。
  - 下地暁のアルバム『んきゃ～んじゅく』収録「中立ヌミガガマ」の音源が流用されている。当該楽曲の編曲は片倉三起也である。
3. RABBIT WAR (instrument)
4. La vie en rose
5. 桜の花は狂い咲き
  - 幻想庭園、月光嗜好症のどちらに収録されている楽曲とも異なる。原型バージョンであるという。